# Jérôme-Balthazar Levée
Jérôme-Balthazar Levée, né au Havre le 5 septembre 1769 et mort à Paris le 12 septembre 1828, est un homme de lettres français.
Levée enseigna successivement les belles-lettres dans sa ville natale, à Bruges et à Caen.
On lui doit : le Théâtre complet des Latins, Paris, 1820-1823, 15 vol. in-8°, trad. en français, et une Biographie des hommes célèbres du Havre, 1828.

## Sources
- Pierre Larousse, Grand Dictionnaire universel du XIXe siècle, vol. 10, Paris, Administration du grand Dictionnaire universel, p. 443.